# Saskatchewan (film)
Saskatchewan var en amerikansk film från 1954.

## Rollista i urval
- Alan Ladd - O'Rourke
- Shelley Winters - Grace Markey
- J. Carrol Naish - Batouche
- Hugh O'Brian - Smith
- Robert Douglas - Benton
- George J. Lewis - Lawson
- Richard Long - Scanlon
- Jay Silverheels - Cajou
- Antonio Moreno - Chief Dark Cloud